# Boiga saengsomi
Boiga saengsomi este o specie de șerpi din genul Boiga, familia Colubridae, descrisă de Nutaphand 1985. A fost clasificată de IUCN ca specie în pericol. Conform Catalogue of Life specia Boiga saengsomi nu are subspecii cunoscute.